# Mięsień skrzydłowy boczny

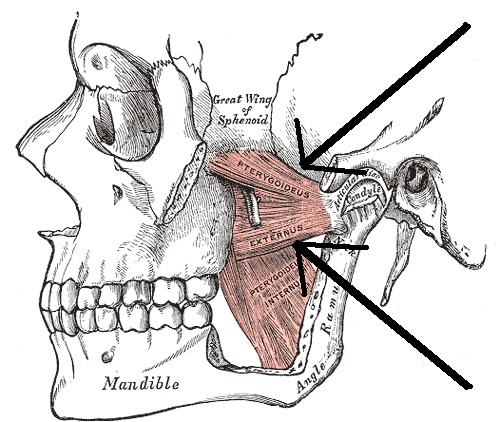
Mięsień skrzydłowy boczny (podpisany pterygoideus externus). Widoczny również mięsień skrzydłowy przyśrodkowy podpisany pterygoideus internus.

Mięsień skrzydłowy boczny (łac. musculus pterygoideus lateralis) – w anatomii człowieka mięsień twarzoczaszki należący do mięśni żucia i obejmujący dwie głowy głównie poruszające żuchwą. Przyczep początkowy głowy dolnej znajduje się na guzie szczęki i powierzchni zewnętrznej blaszki bocznej wyrostka skrzydłowatego kości klinowej. Przyczep początkowy głowy górnej znajduje się na grzebieniu podskroniowym i skrzydle większym kości klinowej (jego powierzchni podskroniowej). Włókna mięśnia przebiegają w kierunku przyczepu końcowego znajdującego się na dołku skrzydłowym wyrostka kłykciowego żuchwy, a także torebce stawowej i krążku stawowym stawu skroniowo-żuchwowego.
Unaczyniony jest przez wiele drobnych gałązek tętnicy szczękowej, a unerwiony przez nerw skrzydłowy boczny, będący gałązką nerwu żuchwowego (V3) – trzeciej gałęzi nerwu trójdzielnego.
Skurcz mięśnia wysuwa żuchwę ku przodowi (przy skurczu obustronnym – mięśnia lewego i prawego) lub do boku (jeśli działa tylko jeden z mięśni) w stronę przeciwną działającemu mięśniowi (czyli w stronę mięśnia niepracującego). Głowa górna odpowiada głównie za stabilizację stawu.
Jego położenie sprawia wiele trudności w badaniu palpacyjnym, gdyż jedyny dostęp jest możliwy przez badanie opuszką palca okolicy błony śluzowej za guzem szczęki, od strony przedsionkowej.